# Strangers (canção de Sigrid)
"Strangers" é uma canção da cantora norueguesa Sigrid lançada em 2017, através da Island Records. A canção atingiu a primeira posição na Escócia, a décima posição no Reino Unido e a sexta posição na Noruega.

## Videoclipe
O videoclipe da canção foi lançado pela primeira vez em 30 de novembro de 2017, dirigido por Ivana Bobic e Riff Raff Filmes. Até fevereiro de 2018, o videoclipe conta com 13.999.597 visualizações.

## Lista de faixas
| N.º | Título      | Duração |  |
| 1.  | "Strangers" | 3:53    |  |

## Posições
| Tabela musical (2016)                 | Melhor posição |
| ------------------------------------- | -------------- |
| Bélgica (Ultratip de Flandres)        | 25             |
| Bélgica (Ultratip de Valônia)         | 16             |
| Irlanda (IRMA)                        | 10             |
| Letônia (Latvijas Top 40)             | 33             |
| Nova Zelândia (RMNZ)                  | 6              |
| Noruega (VG-lista)                    | 6              |
| Polónia (Polish Airplay Top 100)      | 33             |
| Escócia (Official Charts Company)     | 1              |
| Reino Unido (Official Charts Company) | 10             |

## Histórico de lançamento
| País    | Data                | Formato          | Gravadora                            |
| ------- | ------------------- | ---------------- | ------------------------------------ |
| Noruega | 14 de julho de 2017 | Download digital | Island Records Universal Music Group |